# Monterissa
Monterissa is een geslacht van weekdieren uit de klasse van de Gastropoda (slakken).

## Soort
- Monterissa gowerensis Iredale, 1944